# (6944) Elaineowens
(6944) Elaineowens es un asteroide perteneciente al cinturón de asteroides, descubierto el 25 de junio de 1979 por Eleanor F. Helin y el también astrónomo Schelte John Bus desde el Observatorio de Siding Spring, Nueva Gales del Sur, Australia.

## Designación y nombre
Designado provisionalmente como 1979 MR3. Fue nombrado por Elaine Owens (n. 1947) quien fue coordinadora administrativa del Instituto de Ciencias Planetarias durante más de 25 años. Su capacidad para tratar con un grupo de científicos desafiante en las demandas cada vez mayores de un mundo complejo, manteniendo al mismo tiempo una personalidad agradable y eficiente, la hicieron esencial para la organización.

## Características orbitales
Elaineowens está situado a una distancia media del Sol de 2,316 ua, pudiendo alejarse hasta 2,637 ua y acercarse hasta 1,995 ua. Su excentricidad es 0,139 y la inclinación orbital 7,660 grados. Emplea 1287,38 días en completar una órbita alrededor del Sol.
Pertenece a la familia de asteroides de (4) Vesta.

## Características físicas
La magnitud absoluta de Elaineowens es 14,48. Tiene 3,367 km de diámetro y su albedo se estima en 0,357.